# Найкращі інтереси дитини
Найкращі інтереси дитини — це принцип зі сфери захисту прав дитини, що стосується прийняття рішень. В статті третій Конвенції ООН про права дитини говориться: «В усіх діях щодо дітей, незалежно від того, здійснюються вони державними чи приватними установами, що займаються питаннями соціального забезпечення, судами, адміністративними чи законодавчими органами, першочергова увага приділяється якнайкращому забезпеченню інтересів дитини». В оцінці найкращих інтересів дитини необхідно дотримуватись балансу «всіх елементів, необхідних для прийняття рішення в конкретній ситуації для конкретної дитини або групи дітей».
На практиці цей принцип застосовується в різних формах: від врахування думки дитини під час судових процесів (наприклад, в випадку розлучення батьків і рішення щодо того, з ким проживатиме дитина) до заохочення участі дітей у формуванні соціальної політики.

## Утвердження поняття в міжнародному праві
В законодавстві Великої Британії та Сполучених Штатів «найкращі інтереси дитини» замінили вживану з ХІХ ст. «доктрину ніжного віку» (Tender years doctrine). Вперше найкращі інтереси були згадані Декларацією прав дитини як один із принципів законотворчості: «головним міркуванням має бути найкраще забезпечення інтересів дитини». Найкращі інтереси дитини згадані як один із головних принципів розбудови системи соціальних послуг у Постанові Ради Європи щодо прав дітей та розвитку соціальних послуг, дружніх до дітей та сімей (2010 р.). Конвенція ООН про права дитини має дев'ять згадок принципу, а докладніше він витлумачений у офіційному коментарі положень Конвенції, наданому Комітетом з прав дитини ООН. Крім іншого, коментар № 14 (2013) закликає в оцінці найкращих інтересів дитини у кожному окремому випадку дотримуватись балансу «всіх елементів, необхідних для прийняття рішення в конкретній ситуації для конкретної дитини або групи дітей».
До оцінки найкращих інтересів дитини доцільно залучати більш як одного фахівця чи організацію через велике розмаїття факторів, вартих уваги. Особливо експерти ООН підкреслюють необхідність врахування точки зору самої дитини. Наступні аспекти мають відношення до визначення найкращих інтересів дитини:
- Погляди та прагнення дитини;
- Її особистість, вік та стать, персональна історія та соціально-культурне тло;
- Турбота, захист і безпека дитини;
- Благополуччя дитини;
- Сімейне оточення, стосунки та контакти з сім'єю;
- Соціальні контакти дитини з однолітками і дорослими;
- Фактори вразливості, тобто ризики, з якими дитина стикається, і можливості захисту, забезпечення її прав і можливостей;
- Наявні в дитини навички та розвиток її здібностей;
- Права і потреби у галузях охорони здоров'я та освіти;
- Розвиток дитини, її поступовий перехід у доросле і самостійне життя;
- Будь-які інші особливі потреби дитини[4].

## Оцінювання
Методологія оцінювання й визначення найкращих інтересів дитини у пост-радянських країнах не є достатньо розвиненою. В Україні на замовлення ЮНІСЕФ і Міністерства соціальної політики був розроблений інструмент оцінки потреб дитини та її сім'ї. Він розглядається (зокрема, Жанною Петрочко) як основа забезпечення прав дитини та пов'язується, насамперед, із захистом права дитини на зростання у люблячому сімейному оточенні. 
Комітет з прав дитини ООН в своєму коментарі розрізняє оцінювання та ухвалу (assessment and determination of the child's best interests) як послідовні кроки врахування найкращих інтересів дитини в прийнятті рішень. Оцінювання найкращих інтересів може проводитись неофіційно і спонтанно або бути формалізованим процесом. В оцінюванні увага приділяється буденним справам і рішенням, що мають істотні наслідки для дитини. Також очевидно, що найкращі інтереси дитини можуть істотно змінитися з плином часу, з дорослішанням і зміною ситуації, новими можливостями розвитку, так що може виникати потреба регулярного перегляду оцінки.

## Ухвала
Ухвала щодо найкращих інтересів є формальним процесом, що проводяться кваліфікованими фахівцями за участю органів влади. Її метою є прийняття такого рішення на основі національного законодавства, що захищало би права дитини і сприяло її добробуту, безпеці та розвитку на довгостроковій основі. Суб'єкти прийняття рішень мають зважити і збалансувати всі фактори, віддаючи належну увагу всім правам дитини, обов'язкам державних органів і постачальників послуг. Ухвала здійснюється в випадках, коли йдеться про значний вплив на сьогодення та майбутнє життя дитини.

## Елементи процесів оцінки та ухвали найкращих інтересів дитини в випадках міжнародної співпраці
На етапі оцінювання мають бути зібрані всі факти для висновку про впливу будь-якої дії, заходу чи рішення на хлопчика чи дівчинку та його / її майбутнє. Дитина завжди має бути в фокусі уваги, засновані на довірі стосунки та спілкування зрозумілою дитині мовою робить можливим реалізувати право згадане в статті 12 Конвенції про права дітей. Відома як право дитини бути почутою або право участі ця норма вимагає забезпечити «дитині, здатній сформулювати власні погляди, право вільно висловлювати ці погляди з усіх питань, що торкаються дитини». У розвинених країнах ця норма широко застосовується на різних рівнях: від судових розглядів до формування державної політики. 
Комплексне оцінювання можливе при залученні мультидисциплінарної команди кваліфікованих фахівців. В процесі оцінювання та ухвали щодо кращих інтересів дитини розглядають наступні моменти:
- Встановлення особистості дитини та особистості опікуна (біологічних батьків чи інших законних представників), характер їх стосунків, а також будь-яких супроводжуючих осіб (у транснаціональних справах).
- Оцінка випадку, в тому числі наступні компоненти:
  - Заслуховування думки дитини;
  - Оцінка становища дитини, її бекграунду та потреб;
  - Оцінка соціального та сімейного становища;
  - Збір підтверджуючих фактів, у тому числі шляхом судових експертиз та інтерв'ю з дитиною;
  - Оцінка ризиків і безпеки;
  - Визначення (маппінг) джерел підтримки, навичок, потенціалу та ресурсів для розширення можливостей дитини;
- Розробка проекту життя (інструмент із рекомендацій Ради Європи: Committee of Ministers, Recommendation CM/Rec(2007)9 of the Committee of Ministers to member states on life projects for unaccompanied migrant minors, 2007, Appendix, par. 1-2).
- Комплексна оцінка впливу на долю дитини будь-якого можливого рішення.
- Визначення довгострокових рішень у транснаціональних справах.
- Продовження оцінок у ході реалізації довгострокового рішення з належним спостереженням, переглядом, моніторингом і коригуванням довгострокових рішень, домовленостей, якщо виникає потреба в цьому, відповідно до найкращих інтересів дитини.

## Процесуальні гарантії при визначенні найкращих інтересів
До процесуальних гарантій та документації в визначенні найкращих інтересів відносяться:
- Право дитини висловлювати свої погляди і вимога брати їх до уваги: в судових або адміністративних процедурах діти мають право бути почутими і їх думка має бути врахована.
  - Процес заслуховування дитини має бути документально оформленим, з чітким описом того, як погляди дитини співвідносяться з поглядами інших сторін і з іншими джерелами інформації. Спілкування з дитиною має бути ефективним і чутливим до дитини, може знадобитися якісний переклад і культурне посередництво. У випадку дітей без супроводу старших або розлучених з родиною, роль опікуна або представника необхідна аби полегшити спілкування дитини і влади.
  - Дитина має право брати участь у слуханнях, якщо її подальшу долю визначає рішення суду. Відсутність перешкод для дитини та дружній, чутливий до неї характер слухань мають запобігти вторинної віктимізації дітей-жертв і -свідків у ході судового розгляду[7] .
  - Необхідно врахувати вік і стать дитини, її рівень освіти, рівень розвитку та здібності, що розвиваються.
  - Для того щоб сформувати і висловити свою думку, дитина має отримати інформацію на зрозумілій та дружній для неї мові.
  - У транснаціональних випадках, діти, які не говорять мовою країни призначення мають право на переклад і тлумачення, що повинні надаватися безкоштовно та неупереджено.
- Опіка та представництво: діти мають право на незалежного представника чи піклувальника, який є компетентним і підготовленим, щоб представляти і захищати інтереси дитини.
- Судове представництво: коли ухвала щодо найкращих інтересів дитини здійснюється офіційним рішенням суду чи іншого компетентного органу, дитина має право на юридичне представництво, інформацію та захист, це справедливо також, для дітей-прохачів притулку або тих, що потребують спеціальної охорона, як потерпілі від злочинів.
- Правова аргументація: рішення мають бути задокументовані, містити докладне пояснення мотивації, обґрунтування та пояснення, зокрема, щодо того, як у ньому враховані інтереси дитини і як вихідні міркування були збалансовані, щоб досягти саме цього рішення.
- Механізмів розгляду чи перегляду рішень: повинні існувати формальні механізми поновлення розгляду або перегляду рішень щодо забезпечення найкращих інтересів дитини. Діти повинні мати доступ до допомоги в використанні цих механізмів. Має бути чітко визначено, коли справа або рішення може бути відновлена або переглянута, як, наприклад, коли з'являються нові факти, або коли влада не зуміла реалізувати попереднє рішення.
- Право на оскарження: ухвала щодо найкращих інтересів є предметом правового захисту. Діти повинні мати доступ і підтримку, зокрема, до юридичної допомоги та представництва, щоб оскаржити рішення. На час оскарження рішення, його здійснення має бути призупинено. У справах про передачу або повернення дитини в іншу країну, повинна надаватися достатня кількість часу між ухвалою та її виконанням, щоб забезпечити можливість підготовки апеляції та вимоги перегляду рішення.

## Баланс інтересів та прав в ухвалах щодо найкращих інтересів
В процесі оцінки та ухвали щодо найкращих інтересів дитини, можуть виявитись обставини, що суперечать одна іншій або конкурують між собою. Такі потенційні протиріччя мають розв'язуватись у кожному конкретному випадку з урахуванням пріоритету саме найкращих інтересів дитини: вони є ключовим міркуванням, а не лиш одним із багатьох. Перевага у розгляді надається тому, що більшою мірою впливає на добробут дитини:
- Можлива шкода переважує інші фактори.
- Право дитини зростати під опікою своїх батьків є фундаментальним принципом.
- Загалом, саме у власній сім'ї найповніше забезпечуються найкращі інтереси дитини, винятком є випадки загроз безпеці дитини.
- Благополуччя та розвиток дитині в більшості випадків дитині забезпечує збереження та підтримка близьких контактів з родиною та соціокультурним оточенням.
- Важливими є питання пов'язані зі здоров'ям, здобуттям освіти та фактори вразливості.
- Постійність і стабільність у ситуації дитини є важливими[8][9][10].